# Alexandros Maurokordatos
Alexandros Maurokordatos (řecky Αλέξανδρος Μαυροκορδάτος; 3. února 1791 Konstantinopol – 6. srpna 1865 Aigina) byl řecký státník, diplomat, politik a člen maurocordatovské rodiny Fanariotů.

## Život
V roce 1812 přesídlil na dvůr svého strýce Jana Jiřího Caradji, valašského hospodáře, s nímž pak odešel do exilu do Rakouského císařství (1818), kde studoval na univerzitě v Padově. Jako člen spolku Filiki Eteria patřil k fanariotským Řekům, kteří po vypuknutí války za nezávislost v roce 1821 spěchali do Moreje. V té době žil v Pise s básníkem Percym Bysshem Shelleym a jeho ženou Mary Shelleyovou. Když se o revoluci dozvěděl, vydal se do Marseille, aby nakoupil zbraně a loď, která by ho dopravila zpět do Řecka.
Byl velmi bohatým, vzdělaným mužem, který plynně hovořil sedmi jazyky a jeho zkušenosti z vlády ve Valašsku vedly k tomu, že v něm mnozí spatřovali vůdce budoucího nezávislého Řecka. Na rozdíl od mnoha řeckých vůdců žil na Západě, dával přednost západnímu oblečení a vzhlížel k Západu jako k politickému vzoru pro Řecko. Americký filhelenista Samuel Gridley Howe jej popsal následovně:

„Jeho chování je naprosto nenucené a gentlemanské, a přestože na první pohled by se z jeho mimořádné zdvořilosti a neustálých úsměvů dalo usuzovat, že je to dobromyslný hloupoučký floutek, člověk si brzy všimne, že pod téměř dětskou lehkostí chování skrývá pozorné a přesné zkoumání svého návštěvníka... Jeho přátelé připisují každý jeho čin nezištnému vlastenectví, ale jeho nepřátelé neváhají prohlásit, že všechny mají za cíl jeho stranický nebo soukromý zájem... Zde, jak tomu často bývá, leží pravda mezi oběma extrémy.“

Jako mazaný a inteligentní muž byl nejlepším politikem, kterého řecký boj vynesl nahoru, a přímo či nepřímo ovládal různá shromáždění, která se snažila sestavit řeckou vládu. Aktivně se pokoušel o ustavení regulérní vlády a v lednu 1822 byl na prvním národním shromáždění v Epidauru zvolen „předsedou výkonné moci“, čímž se stal faktickým vůdcem Řecka. Shromáždění v Epidauru bylo pro něj do značné míry triumfem, neboť sepsal první řeckou ústavu a stal se novým národním vůdcem. Odrazem skutečnosti, že řecká vláda měla pouze malou moc, byl spíše zainteresován na obraně své mocenské základny v Západní Rumelii (střední Řecko) a vydal se nejprve na ostrov Hydra, aby si zde zajistil podporu válečných lodí Hydriotů. Poté se vydal do Missolonghi, kde dohlížel na výstavbu obranných děl, přičemž využil svého bohatství k vytvoření sítě mecenášství, která mu měla zajistit podporu západních rumelijských klanů. Sám si nehrál na národního vůdce a záměrně vytvořil komplikovanou ústavu, aby se úspěšným vůdcem nemohl stát nikdo jiný, zatímco si bude zajišťovat mocenskou základnu v Západní Rumelii. Jeden z pozorovatelů komentoval jeho taktiku následovně: „Napodobuje chytrost ježka, který si údajně zploští jehlice a zúží se, aby mohl vstoupit do své nory, a jakmile je uvnitř, opět je načechrá a stane se klubkem bodlin, aby se dovnitř nedostal nikdo jiný.“

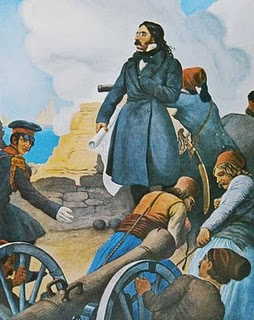
Alexandros Maurokordatos podle Petera von Hesse.

Téhož roku velel postupu Řeků do západního středního Řecka a 16. července utrpěl vážnou porážku u Pety, ale tuto katastrofu do jisté míry napravil úspěšným odporem při prvním obléhání Missolonghi (listopad 1822 – leden 1823). Bitvou u Pety chtěl dosáhnout vítězství za pomocí filhelenských jednotek a řeckých vojáků vycvičených německým filhelenským vojákem Karlem von Normann-Ehrenfelsem, aby Řekům ukázal výhody profesionálního vojenského výcviku. Normanna-Ehrenfelse, dříve kapitána Württemberské armády, jmenoval svým náčelníkem štábu. Na shromáždění v Argosu v roce 1823 se Maurokordatos o funkci znovu neucházel, ale nechal se jmenovat generálním tajemníkem výkonné moci, čímž se stal zodpovědným za tok písemností dovnitř i ven. V roce 1823 podpořil senát ve sporu s výkonnou mocí ovládanou stoupenci jeho rivala Theodorose Kolokotronise. V roce 1824 přivítal v Řecku lorda Byrona a snažil se ho přesvědčit, aby vedl útok na Navpaktos. V roce 1824 podpořil spiknutí amerického filhelenisty George Jarvise a skotského filhelenisty Thomase Fentona, jejichž cílem bylo zavraždit rivala Odyssea Androutsose a Androutsosova švagra Edwarda Johna Trelawnyho.
Jeho sympatie k Anglii ho v následném sporu frakcí přivedly do opozice vůči „ruské“ straně v čele s Demetriem Ypsilanti a Kolokotronisem. Přestože za Petrobeje (Petros Mauromichalis) krátce zastával funkci ministra zahraničních věcí, byl nucen se z těchto záležitostí stáhnout, a to až do února 1825, kdy se opět stal státním tajemníkem. Následovalo vylodění Ibráhíma paši, Maurokordatos se opět připojil k armádě a 9. května 1825 na palubě lodi Ares jen o vlásek unikl zajetí při katastrofě u Sfaktérie.
Po pádu Missolonghi (dne 22. dubna 1826) odešel do důchodu. Později jej Joannis Kapodistrias jmenoval členem výboru pro správu válečného materiálu, na který rezignoval v roce 1828. Po Kapodistriově vraždě (dne 9. října 1831) a rezignaci jeho bratra a nástupce Augustinose Kapodistria (dne 13. dubna 1832) se stal ministrem financí. Byl místopředsedou Národního shromáždění v Argosu (červenec 1832), král Ota I. jej jmenoval ministrem financí a v roce 1833 premiérem.
Od roku 1834 působil jako řecký vyslanec v Mnichově, Berlíně, Londýně a po krátkém intermezzu ve funkci řeckého premiéra v roce 1841 byl jmenován vyslancem v Konstantinopoli. V roce 1843, krátce po povstání z 3. září, se vrátil do Athén jako ministr bez portfeje v Metaxasově kabinetu a od dubna do srpna 1844 stál v čele vlády, která vznikla po pádu ruské strany. Přešel do opozice a vynikal prudkými útoky na Kolettisovu vládu. V letech 1854–1855 stál opět několik měsíců v čele vlády.
Zemřel dne 6. srpna 1865 na ostrově Aigina.

## Vývod z předků
|                          |                          |  |  |                          |  |  |  |  |  |  |  | Alexander Maurocordatos |
|                          |                          |  |  |                          |  |  |  |  |  |  |  |                         |
|                          | Nicholas Maurocordatos   |  |  |                          |  |  |  |  |  |  |  |                         |
|                          |                          |  |  |                          |  |  |  |  |  |  |  |                         |
|                          |                          |  |  | Sultana Chrysoscoleo     |  |  |  |  |  |  |  |                         |
|                          |                          |  |  |                          |  |  |  |  |  |  |  |                         |
|                          | Alexandros Maurocordatos |  |  |                          |  |  |  |  |  |  |  |                         |
|                          |                          |  |  |                          |  |  |  |  |  |  |  |                         |
|                          |                          |  |  | Panayotakis Stavropoleos |  |  |  |  |  |  |  |                         |
|                          |                          |  |  |                          |  |  |  |  |  |  |  |                         |
|                          | Smaragda Stavropoleou    |  |  |                          |  |  |  |  |  |  |  |                         |
|                          |                          |  |  |                          |  |  |  |  |  |  |  |                         |
|                          |                          |  |  |                          |  |  |  |  |  |  |  |                         |
|                          |                          |  |  |                          |  |  |  |  |  |  |  |                         |
|                          | Nicholas Maurocordatos   |  |  |                          |  |  |  |  |  |  |  |                         |
|                          |                          |  |  |                          |  |  |  |  |  |  |  |                         |
|                          |                          |  |  | Constantin Cantacuzino   |  |  |  |  |  |  |  |                         |
|                          |                          |  |  |                          |  |  |  |  |  |  |  |                         |
|                          | Șerban Cantacuzino       |  |  |                          |  |  |  |  |  |  |  |                         |
|                          |                          |  |  |                          |  |  |  |  |  |  |  |                         |
|                          |                          |  |  | Helena Basarab           |  |  |  |  |  |  |  |                         |
|                          |                          |  |  |                          |  |  |  |  |  |  |  |                         |
|                          | Smaragda Cantacouzena    |  |  |                          |  |  |  |  |  |  |  |                         |
|                          |                          |  |  |                          |  |  |  |  |  |  |  |                         |
|                          |                          |  |  |                          |  |  |  |  |  |  |  |                         |
|                          |                          |  |  |                          |  |  |  |  |  |  |  |                         |
|                          | Maria                    |  |  |                          |  |  |  |  |  |  |  |                         |
|                          |                          |  |  |                          |  |  |  |  |  |  |  |                         |
|                          |                          |  |  |                          |  |  |  |  |  |  |  |                         |
|                          |                          |  |  |                          |  |  |  |  |  |  |  |                         |
| Alexandros Maurokordatos |                          |  |  |                          |  |  |  |  |  |  |  |                         |
|                          |                          |  |  |                          |  |  |  |  |  |  |  |                         |
|                          |                          |  |  |                          |  |  |  |  |  |  |  |                         |
|                          |                          |  |  |                          |  |  |  |  |  |  |  |                         |
|                          |                          |  |  |                          |  |  |  |  |  |  |  |                         |
|                          |                          |  |  |                          |  |  |  |  |  |  |  |                         |
|                          |                          |  |  |                          |  |  |  |  |  |  |  |                         |
|                          |                          |  |  |                          |  |  |  |  |  |  |  |                         |
|                          | Nicolae Caradja          |  |  |                          |  |  |  |  |  |  |  |                         |
|                          |                          |  |  |                          |  |  |  |  |  |  |  |                         |
|                          |                          |  |  |                          |  |  |  |  |  |  |  |                         |
|                          |                          |  |  |                          |  |  |  |  |  |  |  |                         |
|                          |                          |  |  |                          |  |  |  |  |  |  |  |                         |
|                          |                          |  |  |                          |  |  |  |  |  |  |  |                         |
|                          |                          |  |  |                          |  |  |  |  |  |  |  |                         |
|                          |                          |  |  |                          |  |  |  |  |  |  |  |                         |
|                          | Smaragda Caradja         |  |  |                          |  |  |  |  |  |  |  |                         |
|                          |                          |  |  |                          |  |  |  |  |  |  |  |                         |
|                          |                          |  |  |                          |  |  |  |  |  |  |  |                         |
|                          |                          |  |  |                          |  |  |  |  |  |  |  |                         |
|                          |                          |  |  |                          |  |  |  |  |  |  |  |                         |
|                          |                          |  |  |                          |  |  |  |  |  |  |  |                         |
|                          |                          |  |  |                          |  |  |  |  |  |  |  |                         |
|                          |                          |  |  |                          |  |  |  |  |  |  |  |                         |
|                          |                          |  |  |                          |  |  |  |  |  |  |  |                         |
|                          |                          |  |  |                          |  |  |  |  |  |  |  |                         |
|                          |                          |  |  |                          |  |  |  |  |  |  |  |                         |
|                          |                          |  |  |                          |  |  |  |  |  |  |  |                         |
|                          |                          |  |  |                          |  |  |  |  |  |  |  |                         |
|                          |                          |  |  |                          |  |  |  |  |  |  |  |                         |
|                          |                          |  |  |                          |  |  |  |  |  |  |  |                         |
|                          |                          |  |  |                          |  |  |  |  |  |  |  |                         |